# 美国外交关系协会
外交关系协会（英語：Council on Foreign Relations，縮寫CFR）或稱外交關係委員會，是美国一個专门从事外交政策和国际事务的非营利、无党派的会员制组织、出版商和智库。它被认为是美国最有影响力的外交政策智库。

## 使命
正如在其網站裡所指出，美国外交关系协会的使命是讓其成員、政府官員、新聞工作者、教育工作者與學生、民間和宗教領袖、以及其他關注各國外交政策的公民，更好地了解世界以及美國和其他國家所面臨的對外政策選擇。